# Lijst van beschermd erfgoed in de gemeente Diekirch
In deze lijst van beschermd erfgoed in de gemeente Diekirch zijn alle geclassificeerde nationale monumenten van de Luxemburgse gemeente Diekirch opgenomen.

## Monumenten per plaats

### Diekirch
| Object           | Bouwjaar/architect | Locatie               | Datum beschermd?       | Coördinaten                 | Afbeelding |
| ---------------- | ------------------ | --------------------- | ---------------------- | --------------------------- | ---------- |
| Kerk St. Laurent |                    |                       | 13 september 1978 (MN) | 49° 52' 8" NB, 6° 9' 41" OL |            |
| Stadhuis         |                    |                       | 2 december 2007 (MN)   |                             |            |
| Gebouw           |                    | rue du Palais 30      | 6 maart 2009 (MN)      | 49° 52' 8" NB, 6° 9' 14" OL |            |
| Gebouw           |                    | rue du Palais 26      | 13 november 2009 (MN)  | 49° 52' 8" NB, 6° 9' 17" OL |            |
| Gebouw           |                    | rue du Palais 34      | 13 november 2009 (MN)  | 49° 52' 8" NB, 6° 9' 13" OL |            |
| Gebouw           |                    | rue du Pont 2         | 26 februari 2010 (MN)  | 49° 52' 1" NB, 6° 9' 36" OL |            |
| Gebouw           |                    | rue du Pont 5         | 26 februari 2010 (MN)  | 49° 52' 2" NB, 6° 9' 38" OL |            |
| Gebouw           |                    | rue de la Sûre 15     | 26 februari 2010 (MN)  |                             |            |
| Gebouw           |                    | rue Jean l'Aveugle 31 | 26 februari 2010 (MN)  |                             |            |

## Bron
- Liste des immeubles et objets classés monuments nationaux ou inscrits à l'inventaire supplémentaire